# Besian Idrizaj
Besian Idrizaj, né le 12 octobre 1987 et mort le 15 mai 2010, est un footballeur autrichien, descendant d'une famille albanienne. Il a joué en Autriche au LASK Linz ainsi qu'au Wacker Innsbruck en prêt. Il est également passé en Angleterre, par Liverpool où il n'a jamais joué après des prêts successifs, notamment à Crystal Palace et à Luton Town.
Il est mort à la suite d'une crise cardiaque durant son sommeil le 15 mai 2010 à l'âge de 22 ans.

## Biographie

### Débuts de carrière en Autriche
Idrizaj commence sa carrière professionnelle au LASK Linz. Il effectue dans un premier temps des matchs avec la réserve du club, en troisième division autrichienne, avec un premier match le 3 avril 2004 contre le TSV Hartberg. Il réalisera son premier match avec l'équipe première en 2.Liga, le 21 mai 2004 à l'âge de 16 ans contre le FC Wacker Tirol, il aura joué toute la rencontre.
En mai 2004, il participe au championnat d'Europe des moins de 17 ans où il se fait remarquer par de nombreux grands clubs européens,.
Lors de la saison 2004-2005, il jouera 29 matchs avec le LASK pour 4 buts. Il marque son premier but le 6 août 2004 contre le SV Wörgl. À l'issue de la saison, il a été élu jeune joueur autrichien de l'année.

### Complications en Angleterre
Après avoir entamé la saison en Autriche, le 30 août 2005, il se voit proposer un contrat à Liverpool après une période d'essai au club d'une semaine, renouvelé pour une deuxième semaine,. Le montant du transfert est de 190 000 livres, il signera un contrat de 2 ans, avec trois saisons supplémentaire en option,. Il effectue son premier match sous le maillot du club anglais le 15 juillet 2006, lors d'un match amical contre Wrexham.
Le 16 mars 2007, Idrizaj est envoyé en prêt dans le club de Luton Town, en Championship, jusqu'à la fin de la saison 2006-2007. Il aura effectué 7 matchs sous le maillot des Hatters, avec un but inscrit contre Southend United pour assurer une victoire dans ce duel entre relégables.
À son retour de prêt, il effectue à nouveau les matchs amicaux avec Liverpool, il aura même inscrit un triplé en 23 minutes lors d'un nouveau match amical contre Wrexham. Le club décide par la suite d'activer une option de prolongation d'un an de son contrat.
Le 30 août 2007, il signe à Crystal Palace, également en Championship, pour un prêt d'un an sur la saison 2007-2008. Après 7 apparitions en match, le coach Neil Warnock reprend le poste d'entraîneur au club et demande à Liverpool de rapatrier l'Autrichien, car il ne le fera pas jouer. Le 31 janvier 2008, Besian s'est accordé avec le club d'Oldham Athletic pour un prêt jusqu'à la fin de la saison, avant que son agent intervienne pour faire capoter l'accord.

### Retour en Autriche
Le dernier jour du mercato hivernal de la saison 2007-2008, après avoir quitté Crystal Palace et annulé son prêt du côté d'Oldham, Idrizaj s'envole vers l'Autriche au FC Wacker Innsbruck, pour un prêt jusqu'à la fin de la saison avant que son contrat en Angleterre ne prenne fin. Avec le championnat d'Europe de football 2008 prenant place en Autriche, il espérait faire bonne impression au pays afin d'être convoqué pour l'Euro.
Lors de son premier match en Bundesliga, contre le Sturm Graz, Idrizaj s'effondre à la 76e minute sur le terrain. Il sera révélé un peu plus tard dans la saison qu'il ne s'agissait que d'un virus, et non d'un problème au cœur comme avaient pu partager certaines rumeurs. Il ne jouera alors qu'un autre match avec Innsbruck, en fin de saison.

### Une reprise compliquée
À la fin de son contrat, aucun club ne voulait s'essayer à le signer pensant qu'Idrizaj avait un problème au cœur, il se retrouve alors sans club lors de l'été 2008. En novembre, il avait l'opportunité d'aller s'entraîner avec le club du LASK Linz afin de rester en forme. Cependant, lors de la dernière minute de son premier entraînement, Idrizaj s'effondre. Il est alors amené à l'hôpital d'Innsbruck, où les médecins pensent qu'il a attrapé un virus à Londres et qu'une réduction de l'effort est nécessaire. Ainsi, il décide de prendre une grande pause loin des terrains. Des examens réalisés par la suite à l'hôpital de Linz ont découvert la présence d'une surcharge cardiaque, décrite comme incompatible avec la pratique du football par le médecin du LASK.
En mai 2009, il fait un court passage au FC Eilenburg en cinquième division allemande où il joue cinq matchs. Par la suite, Besian Idrizaj réalise des essais au Yeovil TFC ainsi qu'à Nottingham Forest FC, sans donner suite.

### Nouveau départ au Pays de Galles
Après une saison peu remplie, le 22 août 2009, Besian Idrizaj rejoint Swansea City où il signe un contrat de deux saisons après avoir été mis à l'essai le 18 août. Lors de sa première saison, la volonté principale était de récupérer sa forme physique. Il effectue un total de quatre rencontres lors de la saison 2009-2010 lors de la première partie de saison avant l'arrivée de Shefki Kuqi jouant à son poste. Cependant, les deux joueurs deviennent rapidement très bons amis et passent la majorité de leur temps ensemble.

### Crise cardiaque
Deux semaines après la fin de la saison et en pleine période de récupération, Besian Idrizaj se rend dans sa ville natale de Linz. Le 15 mai 2010, en plein sommeil après une soirée au cinéma en compagnie de son frère, subit une crise cardiaque aux alentours d'une heure du matin chez son frère,.

## Hommages
Quatre jours après la mort de Besian Idrizaj, Swansea annonce retirer le numéro 40 en hommage à l'attaquant autrichien. Le club réalise une minute de silence avant le premier match de la saison contre Preston, match remporté quatre buts à zéro par Swansea dont la victoire est dédiée à Idrizaj.
Les jours suivant son décès, la fédération autrichienne de football décide de rendre hommage au joueur avec une minute du silence lors du match entre les espoirs autrichiens et gallois, ainsi que lors du match entre l'Autriche et la Croatie.
Lors de la saison 2010-2011, Swansea se qualifie pour la finale des play-offs qui voit son vainqueur accéder à la Premier League. Les supporters ont prévu une minute d'applaudissement lors de la 40e minute en hommage au numéro de Besian Idrizaj. Lors de la 40e minute, les supporters commencent à applaudir en même temps que Stephen Dobbie marque le but du trois à zéro. Finalement, le club remporte cette finale et les joueurs s'équipent d'un T-shirt à l'effigie de Besian Idrizaj, préparé par Garry Monk pour rendre hommage à l'attaquant autrichien,.